# Жульєн Кюаз
Жульєн Кюаз (фр. Julien Cuaz; нар. 1 січня 1977) — колишній французький тенісист.
Найвищу одиночну позицію світового рейтингу — 465 місце досяг 10 липня 2000, парну — 233 місце — 28 серпня 2000 року.

## Титули ITF Ф'ючерс

### Одиночний розряд: (1)
| Ранг | Дата     | Турнір                    | Покриття | Суперник      | Рахунок  |
| ---- | -------- | ------------------------- | -------- | ------------- | -------- |
| 1.   | Лип 1999 | Франція F6, Бург-ан-Бресс | Ґрунт    | Г'юго Армандо | 6–4, 6–4 |

### Парний розряд: (8)
| Ранг | Дата     | Турнір                         | Покриття | Партнер           | Суперники                            | Рахунок                 |
| ---- | -------- | ------------------------------ | -------- | ----------------- | ------------------------------------ | ----------------------- |
| 1.   | Сер 1999 | Франція F9, Тулон              | Ґрунт    | Олів'є Пасьянс    | Крістоф Де Во Флоран Серра           | 6–3, 6–4                |
| 2.   | Вер 1999 | Франція F10, Баньєр-де-Бігорр  | Тверде   | Ліонель Ру        | Їв Аллегро Александер Пея            | 6–4, 6–3                |
| 3.   | Вер 1999 | Франція F11, Мюлуз             | Тверде   | Ліонель Ру        | Жан-Франсуа Башло Ерік Труемплер     | 6–3, 7–6                |
| 4.   | Чер 2000 | Італія F5, Турин               | Ґрунт    | Гійом Маркс       | Омар Кампорезе Елія Гроссі           | 6–3, 6–1                |
| 5.   | Чер 2000 | Франція F11, Нуазі-ле-Гран     | Ґрунт    | Томмі Ленго       | Жером Енель Венсан Лавернь           | 4–6, 6–0, 6–0           |
| 6.   | Лип 2000 | Франція F12, Тулон             | Ґрунт    | Жан-Батіст Перлан | Патріс Атіас Жером Сьярріно          | 6–3, 6–3                |
| 7.   | Сер 2000 | Франція F16, Сен-Рафаель (Вар) | Тверде   | Бенжамен Кассень  | Люк Буржуа Доменік Марафіоте         | 3–5, 5–3, 1–4, 4–2, 4–1 |
| 8.   | Сер 2002 | Іспанія F8, Денія              | Ґрунт    | Яспер Сміт        | Антоніо Пасторіно Крістіан Вільяґран | 3–6, 6–2, 6–4           |